# 케빈 그로스크로이츠
케빈 그로스크로이츠(Kevin Großkreutz, 1988년 7월 19일, 노르트라인베스트팔렌주 도르트문트 ~ )는 독일의 은퇴한 축구 선수로, 포지션은 주로 윙어, 풀백으로 출장 하며, 그는 은퇴한 축구 선수 마르셀 그로스크로이츠의 사촌이기도 하다.

## 경력
그로스크로이츠는 VfL 케밍하우젠과 도르트문트의 FC 메어쿠어 07에서 축구를 시작하였다. 2002년, 그는 보루시아 도르트문트에 합류하여, 로트 바이스 알렌으로 이적하기 전까지 있었다. 2006년 로트바이스의 1군에 합류한 뒤, 그는 클럽을 2부리그로 승격시켰다. 그는 12골을 넣었고 키커지의 연간 베스트 11에 포함되었다.
2009년 7월, 그는 보루시아 도르트문트에 복귀하였다. 그로스크로이츠는 독일 U-19의 선수였으며, U-20 대표팀 또한 거쳤다. 도르트문트의 계약은 7월 2014년까지 유효하다. 그로스크로이츠는 2010년 5월, 몰타와의 국제경기에서 독일의 시니어 팀에 데뷔하였고, 같은 해 11월에 스웨덴전에도 출장하였다.

## 사생활
그로스크로이츠는 도르트문트 토박이로, 도르트문트 골수팬이다.
골키퍼를 포함한 모든 포지션을 소화 할 수 있는 선수로 유명하다.

## 수상

### 클럽
보루시아 도르트문트
- UEFA 챔피언스리그

준우승: 2012–13
- 분데스리가

우승: 2010-11, 2011-12
- DFB 포칼

우승: 2011-12
- 독일 슈퍼컵

우승: 2013